# Laurent Esquenet-Goxes
Laurent Esquenet-Goxes, né le 23 août 1962 à Auriac-sur-Vendinelle (Haute-Garonne), est un homme politique français.
Membre du Mouvement démocrate, il est devenu député de la 10e circonscription de la Haute-Garonne après l'entrée au gouvernement Borne de Dominique Faure, élue dans cette circonscription lors des élections législatives de 2022.

## Biographie
Laurent Esquenet-Goxes naît à Auriac-sur-Vendinelle. Il est informaticien.
Il est conseiller municipal de Gardouch de 2008 à 2014. Il est le suppléant de Jean-Pierre Albouy lors des législatives de 2012.
Il est l'assistant parlementaire de Jean-Luc Lagleize entre 2017 et 2022.
En 2021, il est élu secrétaire départemental du MoDem en Haute-Garonne.
À la suite de la nomination de Dominique Faure dans le gouvernement Élisabeth Borne, il devient député de la 10e circonscription de la Haute-Garonne,,,. Il rejoint le groupe démocrate, MoDem et indépendants.